# خلیفه لو (خرمدره)
خلیفه لو، روستایی از توابع بخش مرکزی شهرستان خرمدره در استان زنجان، ایران است. این روستا در دهستان الوند واقع شده و در ارتفاع ۱۸۲۹ متری از سطح دریا قرار دارد.

## جمعیت
این روستا در دهستان الوند قرار دارد و براساس سرشماری مرکز آمار ایران در سال۱۳۹۵، دارای ۴۸نفر جمعیت معادل۱۳خانوار بوده است.